# Steven Ogg
Pour les articles homonymes, voir OGG.
Steven Ogg, né le 4 novembre 1973 à Edmonton en Alberta, est un acteur canadien. Il est notamment l'interprète du rôle de Simon dans la série The Walking Dead, ainsi que celui du sociopathe Trevor Philips dans le jeu vidéo Grand Theft Auto V.

## Biographie
Steven Ogg est né à Edmonton, dans la province d'Alberta, au Canada, et a grandi à Calgary. Il commence sa carrière d'acteur dans un film pour l'Office national du film du Canada avant de travailler dans diverses productions théâtrales. Il avait également commencé une carrière dans le sport mais l'a abandonnée en raison d'une blessure.
Après avoir déménagé à New York, il commence à jouer dans des séries télévisées telles que New York, police judiciaire et New York 911, en plus de quelques pièces de théâtre et du doublage.
Il fait alors une pause dans sa carrière pour prendre le temps de construire une maison avant d'être embauché par Rockstar Games pour incarner, grâce à la capture de mouvement, l'un des trois protagonistes du jeu vidéo Grand Theft Auto V (sorti en 2013), Trevor Philips. Après sa sortie, son jeu d'acteur est acclamé par la critique et il reçoit de nombreuses nominations pour ce rôle. En février 2014, il obtient une récompense lors de la 3e édition des New York Video Game Critics Circle Awards en tant que meilleur acteur dans un jeu. Ogg reprend son rôle de Trevor dans GTA Online (dans des missions disponibles au lancement du jeu en 2013 ainsi que dans la mise à jour Braquages en 2015) puis dans le court métrage parodique GTA VR sur YouTube en 2016. Suite après la fin de son contrat avec Rockstar games, Ogg vit assez difficilement en raison du personnage qu'il avait interprété dans GTA V, ses administrateurs ne parlent que de Trevor Philips. L'acteur croit que Trevor Philips restera à jamais collé dans sa peau.
Après une apparition dans la première saison de la série Better Call Saul sur AMC (où il reviendra, le temps d'une scène, dans la saison 5), il fait ses débuts dans The Walking Dead, sur la même chaîne, lors de l'épisode final de la saison 6, en interprétant le personnage de Simon. En tant que membre des Sauveurs, les principaux antagonistes de la saison suivante, il devient alors un personnage récurrent de la série. Il reprend son rôle en 2023 dans la série dérivée The Walking Dead: Dead City.
Steven Ogg interprète également Rebus dans la série Westworld sur HBO et incarne la voix de l'antagoniste principal, le professeur Venomous, dans la série animée OK K.O.! sur Cartoon Network. En 2019, Ogg joue le rôle de Flexon dans la deuxième saison de la série télévisée The Tick, adaptée du comic du même nom. En 2024, il participe au clip du groupe Amyl and the sniffers pour le morceau "U Should Not Be Doing That".

## Filmographie

### Cinéma
- 1999 : Giving it Up de Christopher Kublan : André, le photographe de mode
- 2002 : Thousand Dollar Shoes (court-métrage) d'Evan Camfield : Michel Gilligan
- 2003 : À l'ouest du Montana de Robert Capelli Jr. et Jeffrey Wolf : Pavel
- 2013 : Disgrace (court-métrage) de J. Casey Modderno : le père
- 2014 : Kingdom Coming (court-métrage) d'Alex Fofonoff : James
- 2014 : The Sandman (court-métrage) de Bobb Barito : Biff
- 2015 : Moondog Airwaves (court-métrage) d'Ari Selinger : l'homme-loup
- 2015 : Blackwell (court-métrage) d'Ed Barnes : Walton Briggs
- 2015 : He Never Died (en) de Jason Krawczyk : Alex
- 2015 : The Escort de Will Slocombe : Warren
- 2015 : The Book of Ned (court-métrage) de Judah-Lev Dickstein : Kenny
- 2018 : Solis de Carl Strathie : Troy Holloway
- 2019 : The Short History of the Long Road d'Ani Simon-Kennedy : Clint
- 2022 : Emancipation d'Antoine Fuqua : Howard
- 2024 : Scared Shitless (en) de Vivieno Caldinelli (en) : Don

### Télévision
- 2000 : New York, police judiciaire : Mark Vee (épisode 10.20 « Untitled »)
- 2001 : New York 911 : le tireur (épisode 2.11 « A Hero's Rest »)
- 2013 : Unforgettable : Larry Yablonski (épisode 2.3 « Day of the Jackie »)
- 2013 : Person of Interest : Chuck (épisode 3.1 « Liberty »)
- 2014 : Les Enquêtes de Murdoch : Bat Masterson (épisode 8.3 « Glory Days »)
- 2014 : Broad City : Creepy Locksmith (épisode 1.4 « The Lockout »)
- 2015 & 2020 : Better Call Saul : Sobchak (2 épisodes)
- 2016 - 2018 : The Walking Dead : Simon (21 épisodes)
- 2016 - 2022 : Westworld : Rebus (7 épisodes)
- 2016 : Rush: Inspired by Battlefield : James Braddock (10 épisodes)
- 2017 - 2019 : OK K.O.! Let's Be Heroes : Professor Venomous / Laserblast (voix) (20 épisodes)
- 2017 : Stan Against Evil (en) : Werepony (épisode 2.3 « Curse of the Werepony »)
- 2019 : The Tick : Flexon (6 épisodes)
- 2020 - 2022 : Snowpiercer : Pike (18 épisodes)
- 2023 : The Walking Dead: Dead City : Simon (épisode 1.4 « Everybody Wins a Prize »)
- 2023 : The Chef, la série (Boiling Point) : Nick (2 épisodes)

### Jeux vidéo
- 2013 : Grand Theft Auto V : Trevor Philips (voix et capture de mouvement)

## Voix françaises
- Joël Zaffarano[1] dans (les séries télévisées) :
  - The Walking Dead
  - Westworld
  - The Walking Dead: Dead City
- Boris Rehlinger[1] dans (les séries télévisées) :
  - Les Enquêtes de Murdoch
  - Better Call Saul

Et aussi
- Jean-Marc Charrier dans Person of Interest[1] (série télévisée)
- Jérémy Prévost dans The Tick[1] (série télévisée)
- Éric Aubrahn dans Snowpiercer[1] (série télévisée)
- Julien Allouf dans The Chef, la série[1] (mini-série)